# 33 км (зупинний пункт, Донецька залізниця)
33 кіломе́тр — пасажирська зупинна залізнична платформа Донецької дирекції Донецької залізниці.
Розташована на півночі м. Торез, Торезька міська рада, Донецької області на лінії Чорнухине — Торез між станціями Пелагіївський (3 км) та Торез (4 км). По 33 км йде розгалуження в напрямку Безчинської, найближча станція Дронове (1 км).
Через військову агресію Росії на сході України транспортне сполучення припинене.